# Le Feu sur la glace
Série
Le Feu sur la glace 2 : En route vers la gloire
(2006)
Pour plus de détails, voir Fiche technique et Distribution.
Le Feu sur la glace ou Flamme sur glace au Québec (The Cutting Edge) est un film américain réalisé par Paul Michael Glaser, sorti en 1992.

## Synopsis
Doug, un joueur de hockey sur glace promis au succès olympique est, au cours d'un match, victime d'un accident qui lui fait perdre de manière irréversible une partie de ses facultés visuelles.
Alors qu'il désespère de ne jamais retrouver sa place dans le monde du hockey, il est contacté par l'entraîneur d'une patineuse artistique, Kate, dont le caractère exécrable a fait fuir tous les précédents partenaires.
Après une première entrevue glaciale, les deux jeunes gens se lancent dans un entraînement sans répit qui devra les mener aux jeux olympiques.

## Fiche technique
- Réalisation : Paul Michael Glaser
- Scénario : Tony Gilroy
- Production : Robert W. Cort, Ted Field, Karen Murphy
- Sociétés de production : Interscope Communications
- Directeur de la photographie : Elliot Davis
- Décors : David Gropman
- Décorateur plateau : Steve Shewchuk
- Costumes : William Ivey Long
- Montage : Michael E. Polakow
- Musique : Patrick Williams
- Recettes : 25 105 517 $
- Lieux de tournage : 
  - Hamilton, Markham, Newmarket en Ontario, Canada
  - Lake Placid, état de New-York, États-Unis
  - Mayfield Senior School, Pasadena, Californie, États-Unis
- Format image/son : Couleurs - 35 mm - 1.85:1 - Caméra et objectifs Panavision // Dolby stéréo
- Distribution : MGM
- Pays de production :  États-Unis
- Durée : 101 minutes
- Date de sortie :
  - États-Unis : 27 mars 1992

## Distribution
- D. B. Sweeney : Doug Dorsey
- Moira Kelly : Kate Moseley
- Roy Dotrice  (VF : Igor De Savitch) : Anton Pamchenko
- Terry O’Quinn : Jack Moseley
- Dwier Drown : Hal
- Chris Benson : Walter Dorsey
- Kevin Peeks : Brian

## Autour du film
Le film a connu trois suites :
- Le Feu sur la glace 2, en route vers la gloire (The Cutting Edge: Going for the Gold) en 2006 qui relate les aventures de la fille de Doug et de Kate (Jackie Dorsey). Le film est sorti en DVD après sa diffusion sur ABC Family.
- La Passion de la glace (The Cutting Edge 3: Chasing the Dream) en 2008, diffusé sur la chaine américaine ABC Family où l'on retrouve Jackie Dorsey qui entraine de jeunes patineurs.
- Duo de glace, duo de feu (The Cutting Edge: Fire & Ice) en 2010, diffusé sur la chaine américaine ABC Family. Alexandra Delgado trouve un nouveau partenaire pour patiner.